# Клименко Ніна Федорівна
Ні́на Фе́дорівна Климе́нко (нар. 22 жовтня 1939, Черкаси — пом. 30 серпня 2018, Київ) — український мовознавець, член-кореспондент Національної академії наук України (2006), доктор філологічних наук (1986), професор (1992). Нагородженна почесним званням «Посол еллінізму» (1999), золотим вінком Салоніцького університету імені Аристотеля (2009), «Орденом Доброчинності» (2013).

## Життєпис
У 1961 році закінчила Київський державний університет імені Тараса Шевченка. Працювала у 1961—1964 роках в Українському товаристві дружби і культурного зв'язку із зарубіжними країнами. З 1965 по 1967 р. — аспірантка, з 1968 року — співробітник, у 1987—2004 роках — завідувачка відділу структурно-математичної лінгвістики Інституту мовознавства НАН України. У 1999—2004 роках за сумісництвом завідувач кафедри елліністики Київського національного університету ім. Т. Шевченка, з вересня 2004 р. — професор цієї кафедри.
Докторську дисертацію захистила в 1986 році, професор з 1992 року. Запропоновану Н. Ф. Клименко методику типологічного зіставлення мов на морфемному рівні застосовують науковці України, Естонії, Словаччини, Німеччини.
Під керівництвом професора Клименко та з її участю створено «Морфемно-словотвірний фонд української мови», вперше в Україні укладено за допомогою комп'ютера «Частотно-валентний словник афіксальних морфем української мови» (К., 1998) та «Шкільний словотвірний словник сучасної української мови» (К., 2005).
Член редколегії та співавтор енциклопедії «Українська мова» (2000, 2-е вид. 2004; 3-є вид. 2007, 4-е вид. 2011).
Учасник міжнародних з'їздів славістів, конгресів україністів, елліністів, міжнародних та українських наукових конференцій.
З 2003 року професор Клименко Н. Ф. — член комісії з питань словотвору при Міжнародному комітеті славістів.
Ніна Клименко — засновник кафедри елліністики в Київському національному університеті імені Тараса Шевченка, яку вона очолила 1999 р. За цей час опубліковано «Практичний курс новогрецької мови» (частина 1, К., 1998), перші в лексикографії «Новогрецько-український словник» (К., 2003, 2-е видання 2005, разом із Пономаревим О. Д. і Чернухіним Є. К.), Українсько-новогрецький словник (К., 2008, разом із Пономаревим О. Д. і Савенком А. О.), першу в Україні антологію «Новогрецька література в українських перекладах» (К., 2005, упорядник разом із Пономаревим О. Д.). Вона надрукувала кілька десятків статей, присвячених проблемам теоретичної граматики новогрецької мови, зіставної лексикології новогрецької та української мови, зіставного українсько-новогрецького словотворення, що дозволили розгорнути елліністичні студії в Україні. 2010 р. опубліковано збірник наукових праць «Українська елліністика», відповідальним редактором якого і автором є Клименко Н. Ф. Перекладено з новогрецької Хр. Янарас: «Нерозривна філософія» К., 2001 (разом із Чердаклі А. М.), М. Тріандафілідис: «Мала граматика новогрецької мови». — Салоніки, 2003 (разом із О. Д. Пономаревим).
Померла 30 серпня 2018 року на 79-му році життя у Києві.

## Наукові інтереси
Коло наукових інтересів: загальне мовознавство, україністика (словотвір, морфеміка), лексикологія, семасіологія, комп'ютерна лінгвістика, неоелліністика.

## Праці
Авторка понад 300 наукових праць:
- Вибрані праці / Упоряд. Є. А. Карпіловська, О. Д. Пономарів, А. О. Савенко. — К.: Видавничий дім Дмитра Бураго, 2014. — 728 с.

Співукладач словників:
- «Частотний словник сучасної української художньої прози» (т. 1—2) — К., 1981,
- «Обернений частотний словник сучасної української художньої прози» (К., 1998)
- «Словник афіксальних морфем української мови» [Архівовано 8 Листопада 2016 у Wayback Machine.] (відпов. редагування — К., 1998),
- «Новогрецько-український словник» (К., 2003, 2-е видання 2005),
- «Українсько-новогрецький словник». — К.: Українська енциклопедія, 2008. — 536 с.
- «Шкільний словотвірний словник сучасної української мови» (К., 2005).

Відповідальний редактор словників:
- Яценко. І. Т. «Морфемний аналіз» (К., 1981),
- «Порадник ділової людини» (К., 1995),
- «Російсько-українського словника з електроенергетики» (разом з С. Я. Меженним; К., 1992).
- «Граматичний словник української літературної мови: Словозміна» (К., 2011).

Автор понад 350 опублікованих праць, зокрема монографій:
- «Система афіксального словотворення сучасної української мови». — К.: Наукова думка, 1973. — 187 с.
- «Словотворча структура і семантика складних слів у сучасній українській мові». — К., 1984;
- «Як народжується слово». — К.: Радянська школа, 1991. — 287 с.
- «Основи морфеміки сучасної української мови». — К., 1998, 2000.

Співавтор монографій:
- «Структурна граматика сучасної української мови». — К., 1972;
- «Морфемна будова сучасної української мови». — К., 1975;
- «Нариси з контрастивної лінгвістики». — К., 1979,
- «Словотвір сучасної літературної української мови». — К., 1979;
- «Формалізовані основи семантичної класифікації лексики». — К., 1982;
- "Лексична семантика в системі «людина-машина». — К., 1986;
- «Український семантичний словник» (проспект). — К., 1990 (рос. мовою);
- «Використання ЕОМ у лінгвістичних дослідженнях». — К., 1990 (рос. мовою);
- «Мови європейського культурного ареалу: розвиток і взаємодія». — К., 1995;
- «Інститут мовознавства ім. О. О. Потебні НАН України. Матеріали до історії». — К., 2005;
- Динамічні процеси в сучасному українському лексиконі. — К., 2008 [Архівовано 29 Жовтня 2013 у Wayback Machine.], ISBN 978-966-489-009-7;
- Українська елліністика. — К., 2010.
- Неперервна філологія: класичні, візантинологічні та неоелліністичні студії в Україні ХХ століття. — Львів: Вид-во Львівської Політехніки, 2014. — 269 с.

Співавтор посібників
- «Изучаем украинский язык. Расширенный курс». — К., 1993, 1996;
- «Словотвірна морфеміка сучасної української літературної мови». — К., 1998;
- «Практичний курс новогрецької мови». — К., 1998.

Праці Н. Клименко надруковано на Кіпрі, в Болгарії, Греції, Голландії, Македонії, Польщі, Словаччині, Німеччині.

## Учні
Підготувала 12 кандидатів філологічних наук зі спеціальностей українська мова, структурно-математична і прикладна лінгвістика, загальне мовознавство, перекладознавство, елліністика та 2 докторів наук.